# Бобирець (рід)
Petroleuciscus — рід прісноводних риб родини ялецеві (Leuciscidae), поширених у Східній Європі, на Кавказі та в Малій Азії.
Рід включає такі види:
- Petroleuciscus aphipsi  (Aleksandrov, 1927)
- Petroleuciscus borysthenicus  (Kessler, 1859)
- Petroleuciscus kurui  (Bogutskaya, 1995)
- Petroleuciscus ninae  Turan, Kalayci, Kaya, Bektaş & Küçük, 2018
- Petroleuciscus smyrnaeus  (Boulenger, 1896)